# Kłamstwo (singel)
Kłamstwo – singel polskiej piosenkarki Magdy Femme promujący album 5000 myśli, wydany w 2001 roku nakładem wytwórni płytowej Pomaton EMI. Piosenkę skomponował szwedzki muzyk, kompozytor i producent muzyczny Staffan Hellstrand, natomiast tekst napisała sama wokalistka.

## Historia
Piosenka ta jest coverem debiutanckiego singla „Nu är jag ung” z repertuaru szwedzkiej piosenkarki Anny Stadling, która to wydała ją w 1998 roku.
Singel wyprodukowano w Sound Design Studio, a jego głównym producentem był Chris Aiken. W nagraniu singla uczestniczyli Marek Napiórkowski (gitara elektryczna), Artur Gyurjyan (gitara elektryczno-akustyczna), Chris Aiken (perkusja, keyboard) oraz Mirosław Łączyński (gitara basowa). Wokalu wspierającego w utworze udzieliła Sylvia Sass. Mastering utworu wykonał Jamie Sitar, a miksowanie w The Warehouse Studio, Dean Maher. Singel nagrano również w języku angielskim i wydano go pod tytułem „Now I’m Young”. 

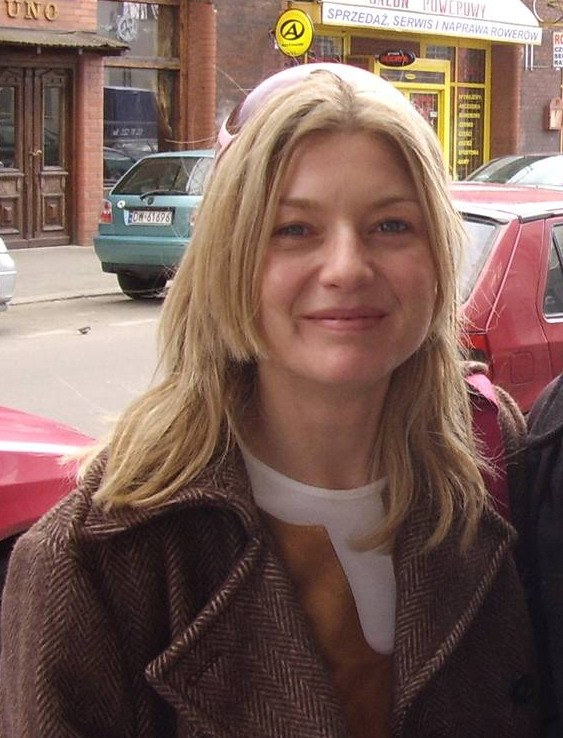
Edyta Olszówka w 2007 roku

Do utworu powstał teledysk, który w momencie jego wydania był najdroższym klipem wyprodukowanym w Polsce. Materiał wyreżyserował Jarosław Żamojda. W teledysku wystąpili gościnnie Edyta Olszówka oraz Jarosław Jakimowicz.
Dzięki popularności utworu „Kłamstwo”, Magda Femme zaliczana jest do grupy artystów jednego przeboju.

## Lista utworów
CD single
1. „Kłamstwo” (Radio Version) – 3:25
2. „Kłamstwo” (Album Version) – 4:10

## Notowania na radiowych listach przebojów
| Kraj   | Lista (2001/2002)                                              | Najwyższa pozycja |
| ------ | -------------------------------------------------------------- | ----------------- |
| Polska | Polskie Radio Program III (Lista przebojów Programu Trzeciego) | 47                |
| Polska | Radio Szczecin (Szczecińska Lista Przebojów)                   | 39                |
| Polska | Wietrzne Radio (Top-15)                                        | 2                 |
| Polska | RMF FM (POPLista)                                              | 2                 |